# Camponotus burgeoni
Camponotus burgeoni é uma espécie de inseto do gênero Camponotus, pertencente à família Formicidae.